# Windows NT
Windows NT е семейство операционни системи на Microsoft, първата версия от които е пусната през юли 1993 година. Проектирана е с идеята да бъде базирана на език от високо ниво, процесорно-независима, многопроцесна, многопотребителска операционна система с характеристики, сравними с Unix. Целта била да се подобрят потребителските версии на Windows, които се базирали на MS-DOS. NT е първата изцяло 32-битова версия на Windows, докато потребителско-ориентираните двойници – Windows 3.x и Windows 95/98, са хибриди между 16- и 32-битови компоненти. Windows 2000, Windows XP, Windows Server 2003, Windows Vista, Windows Home Server, Windows Server 2008, Windows 7, Windows 8, Windows 10 са базирани на Windows NT системата, въпреки че не носят марката Windows NT.